# Asura conjunctana
Asura conjunctana là một loài bướm đêm thuộc phân họ Arctiinae, họ Erebidae.